# Fusarium splendens
Fusarium splendens är en svampart som beskrevs av Matuo & Takah. Kobay. 1960. Fusarium splendens ingår i släktet Fusarium och familjen Nectriaceae.   Inga underarter finns listade i Catalogue of Life.